# Katsuhiro Minamoto
Katsuhiro Minamoto (jap. 皆本 勝弘 Minamoto Katsuhiro; ur. 2 lipca 1972) – japoński piłkarz występujący na pozycji pomocnika.

## Kariera klubowa
Od 1991 do 1998 roku występował w klubach Cerezo Osaka i Sanfrecce Hiroszima.